# Gare de Kamloops Nord
La  gare de Kamloops Nord est une gare ferroviaire canadienne de la ligne principale du Canadien National. Elle est située à proximité de l'autoroute Yellowhead, à 11 kilomètres au nord du centre de la ville de Kamloops en Colombie-Britannique.
C'est une gare avec abri de Via Rail Canada desservie par le Le Canadien (train).

## Service des voyageurs

### Accueil
Point d'arrêt Via Rail Canada, de type gare avec abri disposant du chauffage et de toilettes. Elle dispose d'aménagements et équipements pour les personnes en situation de handicap.

### Desserte
Kamloops Nord est desservie, sur réservation quarante huit heures à l'avance, par le Le Canadien (train) sur la relation Vancouver - Toronto.

### Intermodalité
Le stationnement des véhicules est possible à proximité.